# 撒砂婆婆 (鬼太郎)
撒砂婆婆（砂かけ婆（すなかけばばあ））是日本漫畫家水木茂創作的漫畫「ゲゲゲの鬼太郎」（早期標題：「墓場の鬼太郎」）主角鬼太郎身邊的妖怪。

## 声优与演员
- 动画
  - 小串容子（第一作）
  - 山本圭子（第二作、第四作、第五作）
  - 江森浩子（第三作）
  - 田中真弓（第六作）

- 电影版
  - 室井滋

- - 許雲雲（台）

## 概要
和服打扮、瞳孔內有沙粒的老婆婆，擅長揮撒沙子作為攻擊。
在漫畫中初次登場在1960年水木茂貸本漫畫時期的作品「墓場鬼太郎」，其中一集「地獄的散步道(地獄の散歩道)」劇情中的妖怪派對裡串場(當時僅以旁白敘述有在會場裡，但未有描寫她的畫面出現)。
之後在「墓場の鬼太郎」(ゲゲゲの鬼太郎)初登場為在1966年的「妖怪大戰爭」裡，當時與子泣爺爺一同被其它西洋妖怪暗襲而死，
但在後續的作品又沒事般地復活登場（因為在原作設定中，被殺死的妖怪並非真的死去，只是需要時間回復形體和力量）。
撒沙婆婆在鬼太郎的伙伴裡是屬於擁有豐富知識的智囊團，與眼珠老爹對於各種妖怪種類瞭若指掌的學問相比，
她的知識較偏向在受到傷害或被催眠詛咒時的醫療、復原方法。
平時撒沙婆婆經營著提供妖怪住宿的「妖怪公寓」。而她喜歡的食物是竹子的嫩葉、竹筍，另外也擅長
演奏竹子作成的樂器尺八。

## 能力
撒沙
揮動手掌來噴灑沙子來擾亂与攻击敵手，而身上的頭髮、嘴巴也同樣能有噴灑沙子的能力。
另外持有著可產生巨大沙塵暴的秘寶「沙太鼓」。
醫術
能在伙伴有異樣傷害時提供治療方法，如鬼太郎被老化時使用「返老還童按摩」回復(第3作動畫44集)、或鬼太郎被操控成惡人時用「神社之水」洗滌身心。(第2作動畫27集)
道具
收藏著許多有用的小道具可在危急時使用，如粘接用的「妖怪強力膠」(第3作動畫2集)、偵察妖怪身體秘密的「妖怪放大鏡、妖怪望遠鏡」(第4作動畫27集、74集)，並有許多可封印妖怪用的壺子。

## 動畫版本
第一作
第一作動畫裡的撒沙婆婆的外型有前後不一致的情況，原先前幾回是較消瘦的臉孔、後來又變成較寬大的臉頰、也有眼孔造型與原作不同的情況發生。在本作品中裡有屬於自己的屋子。
第二作
外貌為較深色的皮膚，經營著妖怪公寓，與子泣爺爺之間容易吵架。
第三作
年齡設定為2800歲。增加許多熟悉妖怪醫術方面的描寫，並在本作裡角色定位偏向於「鬼太郎的代理母親」，在動畫107集與子泣爺爺互有好感。
第四作
髮色為綠色。有較多嚮往年輕或打扮年輕人模樣的趣味性演出，在第27集「吸魔!妖怪野づち」隱約地展現她年輕的模樣。與子泣爺爺在生死危機之際時會互相說出認同對方的真心話。
第五作
「妖怪四十七士」中奈良縣的代表，也是「妖怪横丁」裡的公寓房東。

## 電影版
由女星室井滋扮演。有在料理的飯團中添加沙子、或與子泣爺爺一同旅行的場面。